# العرقة (المحويت)
العرقة هي إحدى قرى الجمهورية اليمنية. وهي تتبع جغرافيًا لمحافظة المحويت. وإداريًا لمديرية الخبت. يبلغ تعداد سكانها 1148 نسمة حسب الإحصاء الذي جرى عام 2004.